# Federico Vairo
Federico Vairo (27 de gener de 1930 - 7 de desembre de 2010) fou un futbolista argentí.

## Selecció de l'Argentina
Va formar part de l'equip argentí a la Copa del Món de 1958.